# 천안 (북위)
천안(天安, 466년 ~ 467년 8월)은 중국 북위(北魏) 헌문제(獻文帝) 탁발홍(拓跋弘)의 첫번째 연호이다. 1년 8개월 동안 사용하였다.

## 개원
- 화평(和平) 7년 1월 1일[1](466년 2월 1일)에 연호를 천안(天安)으로 개원함.[2][3][4][5]

- 천안(天安) 2년 8월 29일[6](467년 10월 13일)에 연호를 황흥(皇興)으로 개원함.[2][3][7][5]

## 연대대조표
| 천안        | 원년           | 2년        |
| 서기        | 466년          | 467년      |
| 간지        | 병오(丙午)     | 정미(丁未) |
| 유송 (劉宋) | 태시(泰始) 2년 | 3년        |

## 동시대 연호

### 중국
유송(劉宋)
- 태시(泰始) (465년 ~ 471년)

기타 정권
- 유자훈(劉子勛) 의가(義嘉) (466년)

### 몽골
유연(柔然)
- 영강(永康) (464년 ~ 485년)

## 같이 보기
- 다른 왕조의 같은 연호
  - 일본(日本) 덴난(天安, 857년 ~ 859년)

- 중국의 연호 목록